# بين إيلتون
بين إيلتون (بالإنجليزية: Ben Elton)‏، (3 مايو 1959)، هو مؤلف ومنتج ومخرج وكوميدي وكاتب مسرحي إنجليزي، وكان جزءً من الحركة الكوميدية في لندن في الثمانينات.

## روابط خارجية
- بين إيلتون على موقع IMDb (الإنجليزية)
- بين إيلتون على موقع ألو سيني (الفرنسية)
- بين إيلتون على موقع ميوزك برينز (الإنجليزية)
- بين إيلتون على موقع أول موفي (الإنجليزية)
- بين إيلتون على موقع قاعدة بيانات برودواي على الإنترنت (الإنجليزية)
- بين إيلتون على موقع قاعدة بيانات الأفلام السويدية (السويدية)
- بين إيلتون على موقع إن إن دي بي (الإنجليزية)
- بين إيلتون على موقع ديسكوغز (الإنجليزية)
- بين إيلتون على موقع قاعدة بيانات الفيلم (الإنجليزية)
- بين إيلتون على موقع كينوبويسك (الروسية)